# Super Bowl XXVII
El Super Bowl XXVII fue la 27ª edición del juego por el campeonato de fútbol americano de la National Football League y se disputó el 31 de enero de 1993 en el Estadio Rose Bowl de Pasadena, California. Los Dallas Cowboys, campeones de la NFC (16–3) derrotaron a los Buffalo Bills, campeones de la AFC (14–5) por marcador de 52–17, y de esta manera lograron el tercer campeonato de la NFL en la historia de la franquicia y el primero bajo la dirección del nuevo dueño Jerry Jones. También marcó el regreso a un Super Bowl de los Cowboys desde la era del preparador Tom Landry. Los Bills por su parte perdieron lo que sería su tercer Super Bowl de forma consecutiva.
El quarterback de los Cowboys, Troy Aikman fue nombrado el jugador más valioso del partido, completando 22 de 30 pases para 273 yardas y 4 touchdowns, corriendo también para una ganancia de 28 yardas.
El Super Bowl XXVII fue la séptima y última edición del juego de campeonato en el área de Los Ángeles desde que los Rams y los Raiders abandonaron la ciudad en 1994.

## Alineaciones titulares
| Dallas           | Posición   | Buffalo           |
| ---------------- | ---------- | ----------------- |
| Ofensiva         |            |                   |
| Alvin Harper     | WR         | James Lofton      |
| Mark Tuinei      | LT         | Will Wolford      |
| Nate Newton      | LG         | Jim Ritcher       |
| Mark Stepnoski   | C          | Kent Hull         |
| John Gesek       | RG         | Glenn Parker      |
| Erik Williams    | RT         | Howard Ballard    |
| Jay Novacek      | TE         | Pete Metzelaars   |
| Michael Irvin    | WR         | Andre Reed        |
| Troy Aikman      | QB         | Jim Kelly         |
| Daryl Johnston   | FB/WR      | Don Beebe         |
| Emmitt Smith     | RB         | Thurman Thomas    |
| Defensiva        |            |                   |
| Tony Tolbert     | LE         | Phil Hansen       |
| Russell Maryland | LDT/NT     | Jeff Wright       |
| Tony Casillas    | RDT/RE     | Bruce Smith       |
| Charles Haley    | RE/LOLB    | Marvcus Patton    |
| Ken Norton, Jr.  | LOLB/LILB  | Shane Conlan      |
| Robert Jones     | MLB/RILB   | Cornelius Bennett |
| Vinson Smith     | ROLB       | Darryl Talley     |
| Larry Brown      | LCB        | James Williams    |
| Kevin Smith      | RCB        | Nate Odomes       |
| Thomas Everett   | SS         | Henry Jones       |
| James Washington | FS         | Mark Kelso        |
| Plantilla        |            |                   |
| Jimmy Johnson    | Preparador | Marv Levy         |

- Jugador más valioso

## Espectáculo de medio tiempo
Después de una decaída en audiencia televisiva del 22% el año pasado durante el medio tiempo, la National Football League (NFL) tomó la iniciativa de contratar grandes artistas para presentarse en el medio tiempo del Super Bowl. Tras tres intentos fallidos por contratarlo, el cantante Michael Jackson se presentó con sus éxitos:
Jam
Billie Jean
Black Or White
We Are The World
Heal The World
```
Su espectáculo fue todo un éxito, siendo la primera vez en la historia del Super Bowl que el medio tiempo fue más visto que el partido en cuestión.[1] Varios le acreditan a Jackson la reforma de los espectáculos de medio tiempo, que ahora son vistos como un evento de gran magnitud. Medios como las revistas Billboard y Rolling Stone han catalogado la actuación de Jackson como una de las mejores de la historia.[2][3]
```